# 瓦歷斯·布尼
瓦歷斯·布尼，賽德克族人，生於巴蘭（今台灣南投縣仁愛鄉）霧社，為末任巴蘭總頭目。1902年，人止關之役中，為賽德克族抗日總指揮。1930年，霧社事件中，他拒絕參加，為主和派代表。
在瓦歷斯·布尼死後，臺灣總督府為其立碑。日本人在台灣主政五十年，在仁愛鄉只有兩個人被立碑，一位是瓦歷斯·布尼，另一位則是鐵木瓦歷斯。

## 生平
日治時期初期，霧社一帶賽德克族部落中，以巴蘭社勢力最大。瓦歷斯·布尼原是巴蘭社主祭司。 
1897年，日本台灣總督府，派出測量隊至霧社一帶進行探勘，遭到賽德克人之攻擊而全滅。台灣總督府對霧社進行經濟封鎖，1902年，派出軍隊，試圖將既有之隘勇線向山區推進。瓦歷斯·布尼領導賽德克人反抗，在人止關發動攻擊，擊退日軍，史稱人止關事件。
1903年，日軍利用布農族的干卓萬社「以蕃制蕃」，以假意與賽德克人貿易資源為名發動姊妹原事件，誘殺二百多位巴蘭社的壯丁。在此役之後，巴蘭社勢力大減，且因長期經濟封鎖，造成部落生活困難，瓦歷斯·布尼在1910年代，向日方降服，日本人得以進入了仁愛鄉山區。
日本人對瓦歷斯·布尼極為敬畏。日本臺灣總督府在1920年代，招待山區原住民部落頭目，至日本東京、京都、名古屋等地遊覽，參訪兵工廠、軍校、軍隊等，瓦歷斯·布尼對日本軍隊的強盛留下深刻印象，開始主張與日本人和平共存。
1930年，莫那·魯道發動霧社事件，邀集原住民各社一同加入。瓦歷斯·布尼認為賽德克族的實力不足與日軍抗衡，拒絕加入，保持中立。他以外交方式，與日本人進行談判，保全未加入抗日的賽德克族部落。抗日六社中，投降的賽德克人，共514人。日軍原計劃將參與霧社事件的六社成員全部屠殺，以避免後患。瓦歷斯·布尼與日方談判之後，保全了這些遺族，將他們移居到清流部落看管。
1931年後，瓦歷斯·布尼被族人推選為賽德克族德固達雅群（Tgdaya）的總頭目。

## 後續
2011年上映的電影《賽德克·巴萊》，由撒布洛演出瓦歷斯·布尼。
2013年8月15日，仁愛鄉公所動工整修瓦歷斯·布尼的墓園，要將荒廢已久的墓園重新整建成紀念墓園，希望讓大家對於瓦歷斯布尼的歷史定位乃至於整起霧社事件有重新的認識與了解。